# MGR-1 Honest John

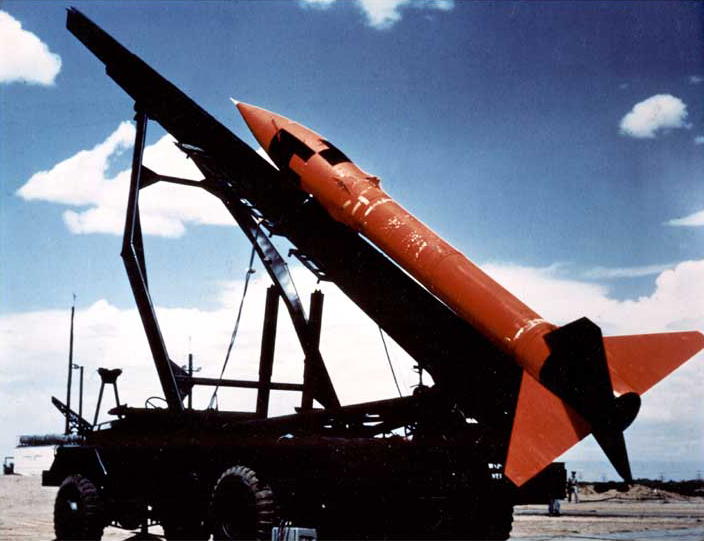
Um MGR-1 Honest John um pouco antes de ser lançado.

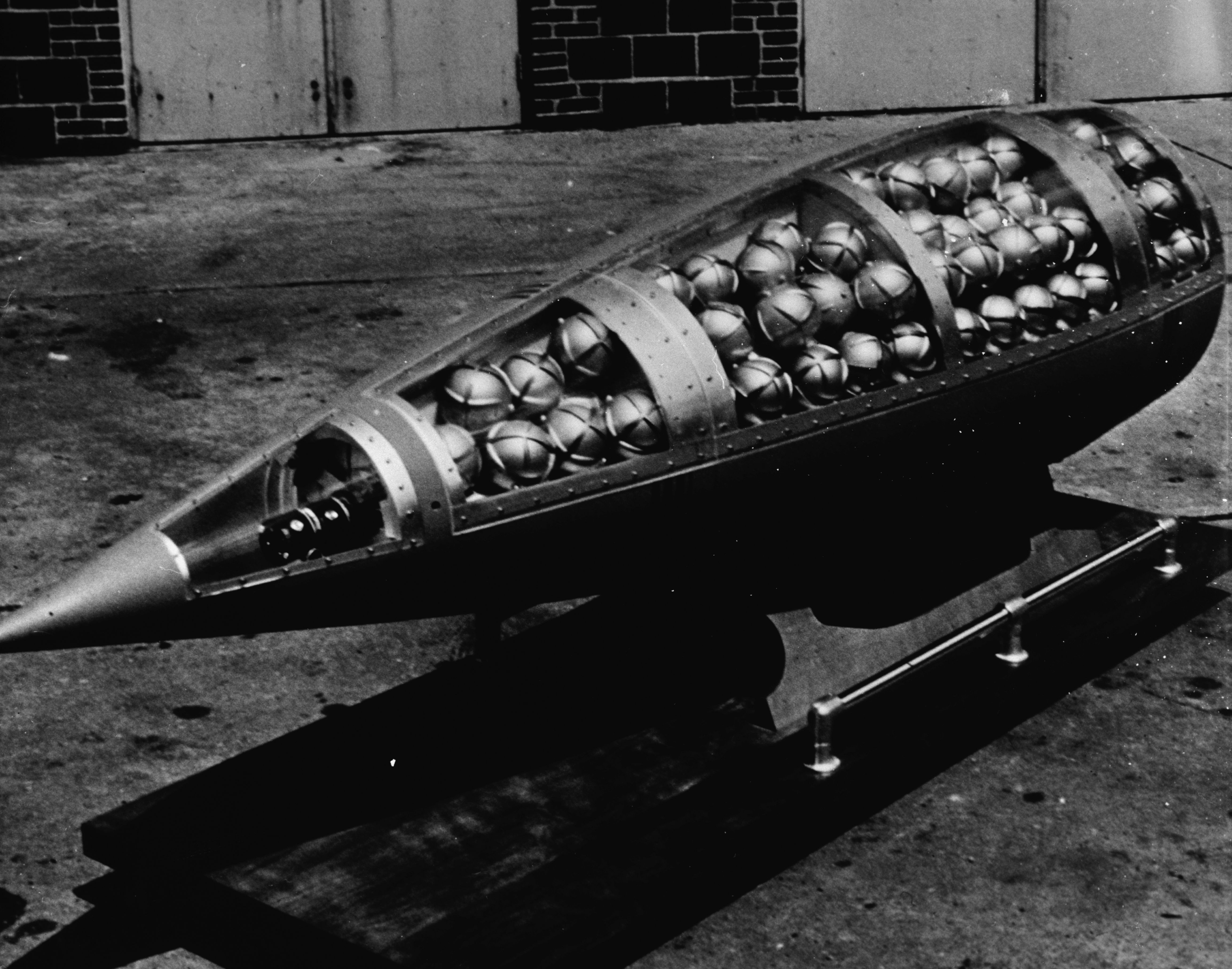
Ogiva de MGR-1 Honest John com armas químicas.

O MGR-1 Honest John foi o primeiro míssil terra-terra com capaciade de transportar ogivas nucleares e químicas do arsenal Norte Americano.

## Características
O Honest John, podia levar uma ogiva de 20 quilotons, o primeiro projétil foi testado em 1951, e a produção em massa começou em janeiro de 1953, ele foi desenvolvido para ser usados nos canhões M289, M386 e M33.
Os mísseis desse modelo, pesavam 2.720 quilos, 58 centímetros de diâmetro e 8,32 metros de comprimento.
Até 1965, quando a produção foi interrompida, cerca de 7.000 deles haviam sido fabricados.

## Veiculos de suporte
- M33
- M46
- M289
- M329
- M386
- M405
- M465